# Olympische Sommerspiele 2012/Teilnehmer (Palau)
| Gelbes Symbol für Goldmedaillen mit stilisierten Olympischen Ringen | Graues Symbol für Silbermedaillen mit stilisierten Olympischen Ringen | Braundes Symbol für Bronzemedaillen mit stilisierten Olympischen Ringen |
| ------------------------------------------------------------------- | --------------------------------------------------------------------- | ----------------------------------------------------------------------- |
| —                                                                   | —                                                                     | —                                                                       |

Palau nahm in London an den Olympischen Spielen 2012 teil. Es war die insgesamt vierte Teilnahme an Olympischen Sommerspielen. Das Palau National Olympic Committee nominierte fünf Athleten in vier Sportarten.
Fahnenträger bei der Eröffnungsfeier war der Leichtathlet Rodman Teltull.

## Teilnehmer nach Sportarten

### Gewichtheben
| Athleten       | Wettbewerb       | Reißen  | Reißen | Stoßen  | Stoßen | Zweikampf | Zweikampf | Rang |
| Athleten       | Wettbewerb       | Gewicht | Rang   | Gewicht | Rang   | Gewicht   | Rang      | Rang |
| -------------- | ---------------- | ------- | ------ | ------- | ------ | --------- | --------- | ---- |
| Männer         |                  |         |        |         |        |           |           |      |
| Stevick Patris | Klasse bis 62 kg | 104 kg  | 15     | 130 kg  | 14     | 234 kg    | 14        | 14   |

### Judo
| Athleten       | Wettbewerb       | 1. Runde                    | 1. Runde | Achtelfinale  | Achtelfinale  | Viertelfinale | Viertelfinale | Hoffnungsrunde Halbfinale | Hoffnungsrunde Halbfinale | Halbfinale    | Halbfinale    | Hoffnungsrunde Finale | Hoffnungsrunde Finale | Finale        | Finale        | Rang |
| Athleten       | Wettbewerb       | Gegner                      | Ergebnis | Gegner        | Ergebnis      | Gegner        | Ergebnis      | Gegner                    | Ergebnis                  | Gegner        | Ergebnis      | Gegner                | Ergebnis              | Gegner        | Ergebnis      | Rang |
| -------------- | ---------------- | --------------------------- | -------- | ------------- | ------------- | ------------- | ------------- | ------------------------- | ------------------------- | ------------- | ------------- | --------------------- | --------------------- | ------------- | ------------- | ---- |
| Frauen         |                  |                             |          |               |               |               |               |                           |                           |               |               |                       |                       |               |               |      |
| Jennifer Anson | Klasse bis 63 kg | Tsedewsürengiin Mönchdsajaa | 000:110  | ausgeschieden | ausgeschieden | ausgeschieden | ausgeschieden | ausgeschieden             | ausgeschieden             | ausgeschieden | ausgeschieden | ausgeschieden         | ausgeschieden         | ausgeschieden | ausgeschieden | 17   |

### Leichtathletik
Laufen und Gehen
| Athleten          | Wettbewerb | Vorlauf | Vorlauf | Halbfinale    | Halbfinale    | Finale        | Finale        | Rang |
| Athleten          | Wettbewerb | Zeit    | Rang    | Zeit          | Rang          | Zeit          | Rang          | Rang |
| ----------------- | ---------- | ------- | ------- | ------------- | ------------- | ------------- | ------------- | ---- |
| Frauen            |            |         |         |               |               |               |               |      |
| Rubie Joy Gabriel | 100 m      | 13,34 s | 7       | ausgeschieden | ausgeschieden | ausgeschieden | ausgeschieden | 26   |
| Männer            |            |         |         |               |               |               |               |      |
| Rodman Teltull    | 100 m      | 11,06 s | 5       | ausgeschieden | ausgeschieden | ausgeschieden | ausgeschieden | 18   |

### Schwimmen
| Athleten     | Wettbewerb    | Vorlauf | Vorlauf | Halbfinale    | Halbfinale    | Finale        | Finale        | Rang |
| Athleten     | Wettbewerb    | Zeit    | Rang    | Zeit          | Rang          | Zeit          | Rang          | Rang |
| ------------ | ------------- | ------- | ------- | ------------- | ------------- | ------------- | ------------- | ---- |
| Frauen       |               |         |         |               |               |               |               |      |
| Keesha Keane | 50 m Freistil | 28,25 s | 4       | ausgeschieden | ausgeschieden | ausgeschieden | ausgeschieden | 50   |